# Actinotia hyperici
Actinotia hyperici là một loài bướm đêm trong họ Noctuidae.